# Helicopsis subfilimargo
Helicopsis subfilimargo is een slakkensoort uit de familie van de Hygromiidae. De wetenschappelijke naam van de soort is voor het eerst geldig gepubliceerd in 2010 door Gural-Sverlova.